# Alloteropsis
Alloteropsis C.Presl é um género botânico pertencente à família Poaceae, subfamília Panicoideae, tribo Paniceae.
Espécies de plantas encontradas na África, Ásia, Australásia, Pacífico e América do Norte.

## Sinônimos
- Bluffia Nees
- Coridochloa Nees
- Holosetum Steud.
- Mezochloa Butzin
- Pterochlaena Chiov.

## Espécies
- Alloteropsis angusta Stapf
- Alloteropsis cimicina (L.) Stapf
- Alloteropsis distachya J. Presl
- Alloteropsis dura (Griseb.) Hitchc.
- Alloteropsis eckloniana (Nees) Hitchc.
- Alloteropsis gwebiensis Stent & Rattray
- Alloteropsis homblei Robyns
- Alloteropsis latifolia (Peter) Pilg.
- Alloteropsis paniculata (Benth.) Stapf
- Alloteropsis papillosa Clayton
- Alloteropsis quintasii (Mez) Pilg.
- Alloteropsis semialata (R. Br.) Hitchc.
- Alloteropsis semialata subsp. eckloniana (Nees) Gibbs.-Russ.
- Alloteropsis semialata var. eckloniana (Nees) Pilg.
- Alloteropsis semialata var. ecklonii (Stapf) Stapf
- Alloteropsis semialata subsp. semialata
- Alloteropsis semialata var. semialata
- Alloteropsis semialata var. viatica (Griffith) J.L. Ellis & Karth.